# Keur Madior Football Club
Actualités
Keur Madior Football Club est un club de football sénégalais basé à Mbour. Il a été créé en 2005.

## Histoire
Keur Madior Football Club est un club de football sénégalais créé en 2005 et basé à Mbour.
Le club remporte le championnat de football du Sénégal de troisième division équivalent au National 1 et est promue en ligue 2 sénégalaise de football professionnel.
En 2018, il remporte le premier trophée de la coupe du haut conseil des collectivités territoriales (coupe HCCT) qui remplace la coupe de l'Assemblée Nationale du football sénégalais.
En 2024, le club est classé avant dernier de la ligue 2 sénégalaise de football professionnel et est relégué en National 1.

## Palmarès
- Nationale 1
  - Champion en 2017
- Coupe HCCT
  - Vainqueur en 2018